# Peter Saraf
Peter Saraf (* im 20. Jahrhundert) ist ein US-amerikanischer Filmproduzent. International bekannt wurde er durch die Produktion der Kinofilme Ulee’s Gold, Die Wahrheit über Charlie, Adaption – Der Orchideen-Dieb, Little Miss Sunshine oder Away We Go – Auf nach Irgendwo.

## Leben und Karriere
Peter Saraf ist der Sohn des 2012 verstorbenen oscarprämierten polnischen Produzenten Irving Saraf. Saraf begann seine Laufbahn Mitte der 1990er Jahre als Produzent von Kurz- und Dokumentarfilmen. 1997 trat er als Co-Produzent des Kinofilms Ulee’s Gold mit Peter Fonda in Erscheinung. Sarafs Engagement gilt überwiegend kleineren Independent-Produktionen. Im Jahr 2000 war er einer der Mitproduzenten von Myles Connells Kriminaldrama Sein letzter Coup mit Christopher Walken in der Hauptrolle. Bei der Oscarverleihung 2007 erhielt er zusammen mit David T. Friendly und Marc Turtletaub eine Oscar-Nominierung in der Kategorie Bester Film für das Roadmovie von Jonathan Dayton und Valerie Faris Little Miss Sunshine. 2009 produzierte er den Sam Mendes Film Away We Go – Auf nach Irgendwo in der Besetzung John Krasinski, Maya Rudolph und Allison Janney gemeinsam mit seinen Kollegen Edward Saxon und Marc Turtletaub.
Mit seinem Partner Marc Turtletaub war er 2004 Mitbegründer der Filmproduktionsgesellschaft Big Beach. Saraf lebt und arbeitet in New York.
Darüber hinaus ist Peter Saraf Vorsitzender der Producers Guild of America East.

## Auszeichnungen
- 2007: Oscar-Nominierung in der Kategorie Bester Film bei der Verleihung 2007 für Little Miss Sunshine

## Filmografie (Auswahl)

### Kino
- 1997: Ulee’s Gold
- 2000: Sein letzter Coup (The Opportunists)
- 2002: Die Wahrheit über Charlie (The Truth About Charlie)
- 2002: Adaption – Der Orchideen-Dieb (Adaptation)
- 2005: Alles ist erleuchtet (Everything Is Illuminated)
- 2006: Little Miss Sunshine
- 2007: Chop Shop
- 2008: Sunshine Cleaning
- 2008: Is Anybody There?
- 2009: Away We Go – Auf nach Irgendwo (Away We Go)
- 2010: Jack in Love
- 2011: Our Idiot Brother
- 2012: Journey of Love – Das wahre Abenteuer ist die Liebe (Safety Not Guaranteed)
- 2013: Kings of Summer
- 2013: Gods Behaving Badly
- 2015: Me Him Her
- 2015: Three Generations
- 2015: Alle Farben des Lebens (About Ray)
- 2016: Loving
- 2019: The Farewell
- 2021: Abseits des Lebens (Land)
- 2022: Lass mich nicht gehen

### Kurz- und Dokumentarfilme
- 1994: One Foot on a Banana Peel, the Other Foot in the Grave: Secrets from the Dolly Madison Room (Dokumentarfilm)
- 1994: The Complex Sessions (Kurzfilm)
- 1996: Mandela (Dokumentarfilm)
- 1996: Courage and Pain (Dokumentarfilm)
- 1998: Storefront Hitchcock (Dokumentarfilm)
- 2003: The Agronomist (Dokumentarfilm)
- 2009: Looking at Animals (Kurzfilm)
- 2010: Lucky (Dokumentarfilm)
- 2015: The Breatharians (Kurzfilm)